# 루네이트
루네이트 (LUN8)는 대한민국의 8인조 보이 그룹이다. 2023년 6월 15일 데뷔한 판타지오 소속이다.
현재 멤버 도현, 지은호는 건강상의 이유로 활동 중단하여 6인 체제로 팀 활동 중이다.

## 구성원
| 이름   | 소개                                                                     |
| ------ | ------------------------------------------------------------------------ |
| 진수   | - 본명 : 박진수 - 생년월일 : 2003년 2월 5일(22세) - 출생지 : 대한민국    |
| 유우마 | - 본명 : 엔도 유우마 - 생년월일 : 1999년 11월 21일(25세) - 출생지 : 일본 |
| 카엘   | - 본명 : 임준엽 - 생년월일 : 2001년 12월 7일(23세) - 출생지 : 대한민국   |
| 타쿠마 | - 본명 : 사토 타쿠마 - 생년월일 : 2003년 8월 5일(22세) - 출생지 : 일본   |
| 준우   | - 본명 : 심준우 - 생년월일 : 2003년 9월 21일(21세) - 출생지 : 대한민국   |
| 도현   | - 본명 : 박도현 - 생년월일 : 2003년 10월 23일(21세) - 출생지 : 대한민국  |
| 이안   | - 본명 : 노성철 - 생년월일 : 2003년 12월 11일(21세) - 출생지 : 대한민국  |
| 지은호 | - 본명 : 이상민 - 생년월일 : 2005년 5월 21일(20세) - 출생지 : 대한민국   |

### 이전 구성원
| 이름 | 소개                                                                   |
| ---- | ---------------------------------------------------------------------- |
| 은섭 | - 본명 : 김은섭 - 생년월일 : 2006년 6월 18일(19세) - 출생지 : 대한민국 |

## 음반 목록

### EP
- 2023년 6월 15일 《CONTINUE?》
- 2024년 3월 13일 《BUFF》
- 2024년 8월 14일 《AWAKENING》

### 디지털 싱글
- 2024년 2월 19일 《PASTEL》 (미니 2집 선공개곡)

### 싱글
- 2025년 2월 19일 《나비》

## 수상 목록

### 시상식
- 2023년 아시아 아티스트 어워즈 포커스상